# Кириккале (провінція)
Кириккале (тур. Kirikkale) — провінція в Туреччині, розташована в регіоні Центральна Анатолія. Столиця — Кириккале.
| Туреччина | Це незавершена стаття з географії Туреччини. Ви можете допомогти проєкту, виправивши або дописавши її. |